# Drosera tubaestylis
Drosera tubaestylis N.G.Marchant & Lowrie, 1992 è una pianta carnivora della famiglia delle Droseracee, endemica dell'Australia.